# Kanadische Unterhauswahl 1957
- CCF: 25
- Lib: 104
- Unabh.: 5
- PC: 111
- SoCred: 19
- Sonst.: 1

Die 23. kanadische Unterhauswahl (englisch 23rd Canadian General Election, französisch 23e élection fédérale canadienne) fand am 10. Juni 1957 statt. Gewählt wurden 265 Abgeordnete des kanadischen Unterhauses (engl. House of Commons, frz. Chambre des Communes). Ein unerwarteter Sieg der Progressiv-konservativen Partei von John Diefenbaker beendete die 22 Jahre dauernde Regierungszeit der Liberalen Partei und führte zur Bildung einer Minderheitsregierung.

## Die Wahl
Die Liberale Partei hatte fünf Wahlen hintereinander gewonnen, galt aber in der Öffentlichkeit zunehmend als arrogant und verbraucht.
Seit November 1948 hatte ein Kabinett unter Premierminister Louis Saint-Laurent regiert.
Viele Westkanadier fühlten sich von der Regierung ausgeschlossen und meinten, die Interessen der beiden größten Provinzen Ontario und Québec hätten zu viel Gewicht. 1956 wählte die Progressiv-konservative Partei John Diefenbaker zu ihrem neuen Vorsitzenden.
Diefenbakers Wahlkampagne betonte den kanadischen Nationalismus und versprach mehr Geld für Sozialprogramme. Mit einem ehrgeizigen Investitionsprogramm sollte zudem der Norden des Landes besser erschlossen werden. Diese Wahlkampagne war die erste, in der das Fernsehen eine Rolle spielte. In den Fernsehsendungen hinterließ Diefenbaker ein weitaus charismatischeren Eindruck als der amtierende Premierminister Saint-Laurent.
Die Liberalen erzielten zwar etwas mehr Stimmen, doch die Progressiv-Konservativen gewannen mehr Sitze. Allerdings fehlten 21 Sitze für die absolute Mehrheit. Diefenbaker bildete eine Minderheitsregierung und suchte fallweise die Unterstützung kleinerer Parteien. Mehrere liberale Minister wurden abgewählt.
Die Wahlbeteiligung betrug 74,1 %.

## Ergebnisse

### Gesamtergebnis

Übersicht der Provinzen und Territorien

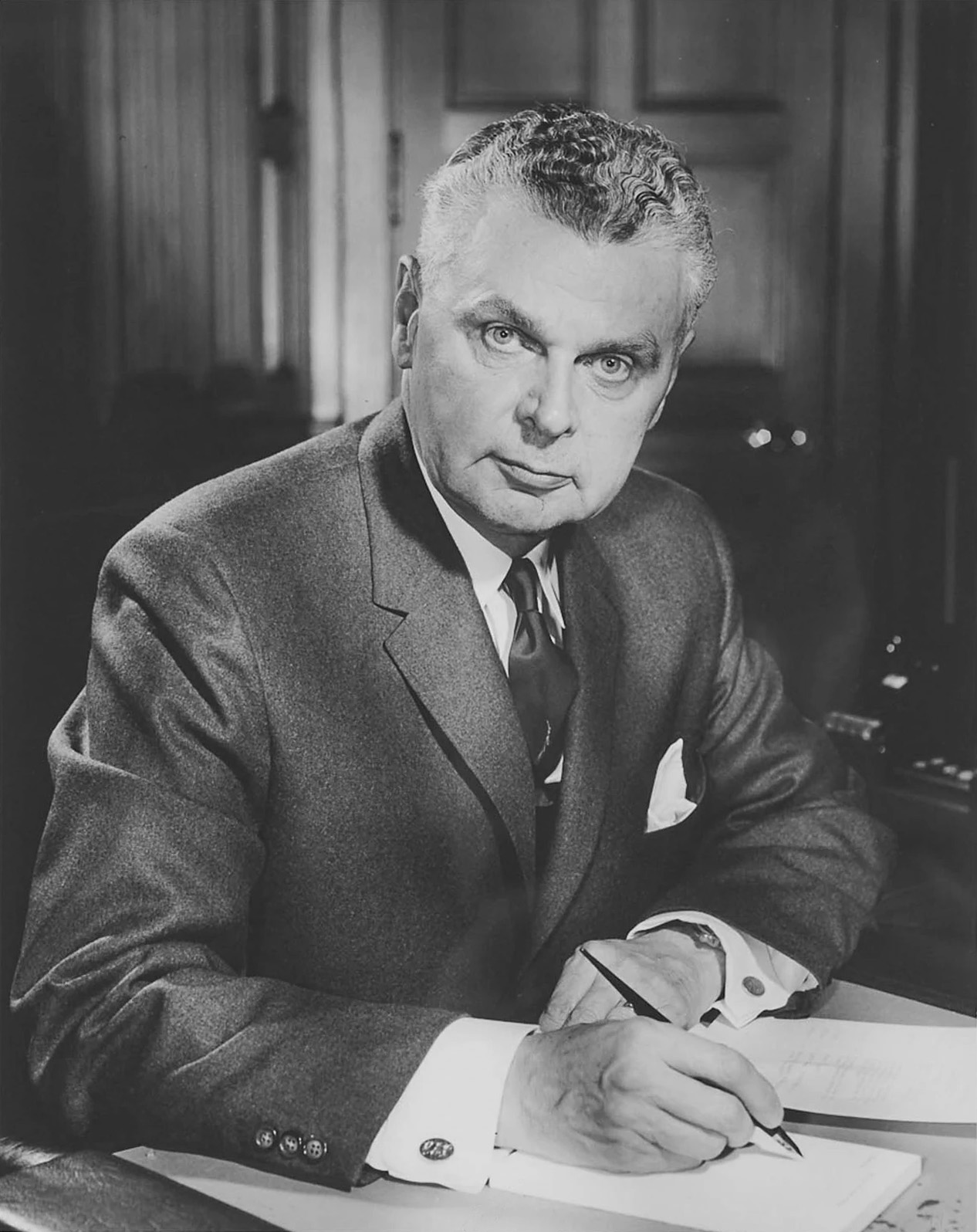
John Diefenbaker

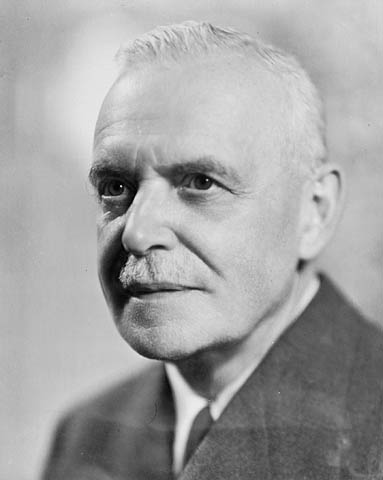
Louis Saint-Laurent

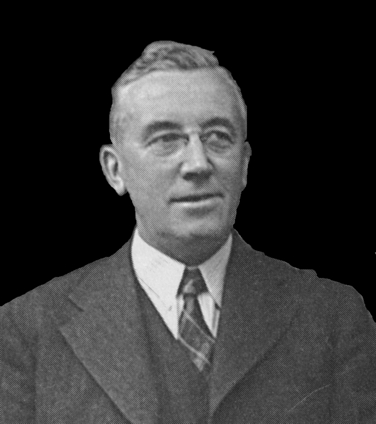
Major James Coldwell

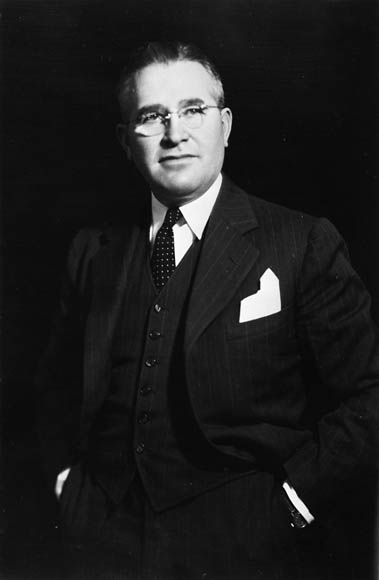
Solon Earl Low

| Partei | Partei                               | Vorsitzender         | Kandi- daten | Sitze 1953 | Sitze 1957 | +/−  | Stimmen   | Wähler- anteil | +/−       |
| ------ | ------------------------------------ | -------------------- | ------------ | ---------- | ---------- | ---- | --------- | -------------- | --------- |
|        | Progressiv-konservative Partei       | John Diefenbaker     | 256          | 051        | 111        | + 60 | 2.564.732 | 38,81 %        | + 7,79 %  |
|        | Liberale Partei                      | Louis Saint-Laurent  | 264          | 169        | 104        | − 65 | 2.692.986 | 40,75 %        | − 7,67 %  |
|        | Co-operative Commonwealth Federation | Major James Coldwell | 162          | 023        | 025        | + 02 | 707.828   | 10,71 %        | − 0,57 %  |
|        | Social Credit Party                  | Solon Earl Low       | 114          | 015        | 019        | + 04 | 434.312   | 6,57 %         | + 1,17 %  |
|        | Unabhängige Liberale                 |                      | 027          | 002        | 002        |      | 93.466    | 1,41 %         | + 0,20 %  |
|        | Unabhängige                          |                      | 016          | 003        | 002        | − 01 | 70.060    | 1,06 %         | + 0,02 %  |
|        | Unabhängige Progressiv-Konservative  |                      | 006          |            | 001        | + 01 | 14.525    | 0,22 %         | + 0,22 %  |
|        | Liberal-Labour 1                     |                      | 001          | 001        | 001        |      | 10.701    | 0,16 %         | − 0,04 %  |
|        | Candidat des électeurs               |                      | 001          |            |            |      | 8.129     | 0,12 %         | + 0,12 %  |
|        | Labor-Progressive Party              | Tim Buck             | 010          |            |            |      | 7.760     | 0,12 %         | − 0,94 %  |
|        | Independent Social Credit            |                      | 002          |            |            |      | 2.737     | 0,04 %         | + 0,03 %  |
|        | Canadian Democrat                    |                      | 001          |            |            |      | 628       | 0,01 %         | + 0,01 %  |
|        | Anti-Kommunisten                     |                      | 001          |            |            |      | 333       | 0,01 %         | + 0,01 %  |
|        | Liberal-konservative Koalition       |                      | 001          |            |            |      | 252       | <0,01 %        | + <0,01 % |
|        | Capital familial                     |                      | 001          |            |            |      | 237       | <0,01 %        | + <0,01 % |
|        | National Credit Control              |                      | 001          |            |            |      | 122       | <0,01 %        | + <0,01 % |
|        | Liberal-Progressive                  |                      |              | 001        |            | − 01 |           |                |           |
| Gesamt | Gesamt                               | Gesamt               | 862          | 265        | 265        |      | 6.608.475 | 100,0 %        |           |

1 der Liberal-Labour-Abgeordnete schloss sich der liberalen Fraktion an

### Ergebnis nach Provinzen und Territorien
| Partei      | Partei                               | Partei      | BC   | AB   | SK   | MB   | ON   | QC   | NB   | NS   | PE   | NL   | NW   | YK   | Gesamt |
| ----------- | ------------------------------------ | ----------- | ---- | ---- | ---- | ---- | ---- | ---- | ---- | ---- | ---- | ---- | ---- | ---- | ------ |
|             | Progressiv-konservative Partei       | Sitze       | 7    | 3    | 3    | 8    | 61   | 8    | 5    | 10   | 4    | 2    |      |      | 111    |
|             | Progressiv-konservative Partei       | Anteil in % | 32,6 | 27,6 | 23,2 | 35,6 | 48,8 | 30,6 | 48,7 | 50,4 | 52,3 | 37,8 | 49,3 | 31,8 | 38,8   |
|             | Liberale Partei                      | Sitze       | 2    | 1    | 4    | 1    | 20   | 62   | 5    | 2    |      | 5    | 1    | 1    | 104    |
|             | Liberale Partei                      | Anteil in % | 20,5 | 27,9 | 30,3 | 26,1 | 36,6 | 57,6 | 48,1 | 45,1 | 46,6 | 61,9 | 50,7 | 68,2 | 40,8   |
|             | Co-operative Commonwealth Federation | Sitze       | 7    |      | 10   | 5    | 3    |      |      |      |      |      |      |      | 25     |
|             | Co-operative Commonwealth Federation | Anteil in % | 22,3 | 6,3  | 36,0 | 23,7 | 12,1 | 1,8  | 0,9  | 4,4  | 1,0  | 0,3  |      |      | 10,7   |
|             | Social Credit Party                  | Sitze       | 6    | 13   |      |      |      |      |      |      |      |      |      |      | 19     |
|             | Social Credit Party                  | Anteil in % | 24,2 | 37,8 | 10,5 | 13,2 | 1,6  | 0,2  | 1,0  | 0,1  |      |      |      |      | 6,6    |
|             | Unabhängige Liberale                 | Sitze       |      |      |      |      |      | 2    |      |      |      |      |      |      | 2      |
|             | Unabhängige Liberale                 | Anteil in % |      |      |      | 0,7  | 0,2  | 4,8  |      |      |      |      |      |      | 1,4    |
|             | Unabhängige                          | Sitze       |      |      |      |      |      | 2    |      |      |      |      |      |      | 2      |
|             | Unabhängige                          | Anteil in % | <0,1 | <0,1 |      | 0,1  | <0,1 | 3,7  | 1,3  |      |      |      |      |      | 1,1    |
|             | Unabhängige Progressiv-Konservative  | Sitze       |      |      |      |      |      | 1    |      |      |      |      |      |      | 1      |
|             | Unabhängige Progressiv-Konservative  | Anteil in % |      |      |      |      | <0,1 | 0,8  |      |      |      |      |      |      | 0,2    |
|             | Liberal-Labour                       | Sitze       |      |      |      |      | 1    |      |      |      |      |      |      |      | 1      |
|             | Liberal-Labour                       | Anteil in % |      |      |      |      | 0,5  |      |      |      |      |      |      |      | 0,2    |
|             | Candidat des électeurs               | Anteil in % |      |      |      |      |      | 0,5  |      |      |      |      |      |      | 0,1    |
|             | Labor-Progressive Party              | Anteil in % | 0,2  | 0,2  | 0,1  | 0,5  | 0,1  | 0,1  |      |      |      |      |      |      | 0,1    |
|             | Independent Social Credit            | Anteil in % |      | 0,1  |      |      |      |      |      |      |      |      |      |      | <0,1   |
|             | Canadian Democrat                    | Anteil in % | 0,1  |      |      |      |      |      |      |      |      |      |      |      | <0,1   |
|             | Liberal-konservative Koalition       | Anteil in % |      |      |      |      | 0,1  |      |      |      |      |      |      |      | <0,1   |
|             | Capitale familiale                   | Anteil in % |      |      |      |      |      | 0,1  |      |      |      |      |      |      | < 0,1  |
|             | National Credit Control              | Anteil in % |      |      | <0,1 |      |      |      |      |      |      |      |      |      | <0,1   |
| Sitze total | Sitze total                          | Sitze total | 22   | 17   | 17   | 14   | 85   | 75   | 10   | 12   | 4    | 7    | 1    | 1    | 265    |